# Абишему I

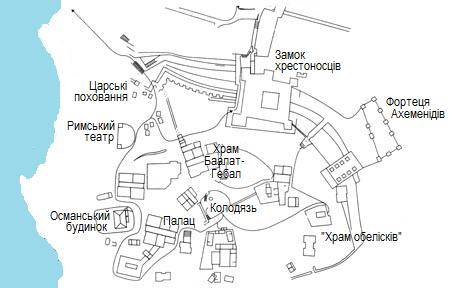
Археологический парк Библа

Абишему I (финик. Abi-shemu) — царь Библа около 1800 года до н. э.

## Биография
Абишему I — один из первых правителей Библа, упоминаемый в исторических источниках. Ранее него известен только один библский царь — Ибдати, деятельность которого датируется второй половиной XXI века до н. э. Имя Абишему имеет аморейское происхождение.
Абишему I, прежде всего, известен своей гробницей (№ I) в царском некрополе Библа. Захоронение сохранилось почти полностью. При раскопках были найдены несколько ценных археологических находок, в том числе, большой неукрашенный саркофаг царя, выдолбленный из белого известняка. Вокруг него были расположены различные предметы, ранее находившиеся в глиняных сосудах: позолоченное оружие и украшения, а также частично позолоченная ваза из обсидиана с именем египетского фараона Аменемхета III. Возможно, серебряные изделия были изготовлены в Египте. Никаких останков самого Абишему I обнаружено не было.
Ни на одном из найденных в склепе предметов имени Абишему нет, однако оно упоминается в соседнем захоронении (гробница № II), принадлежавшем его сыну и наследнику Ипшемуаби I. На обнаруженной здесь печати Абишему I наделён египетским титулом «хатийя» («правитель города»). Сделанные в захоронении Абишему I находки свидетельствуют о сильном египетском влиянии на Библ при этом царе и его ближайших преемниках. Вероятно, в то время в Библе могла использоваться древнеегипетская иероглифическая письменность. Вероятно, Абишему I и его преемники рассматривались фараонами только как наместники, однако использование правителями Библа картушей для записи своих имён свидетельствует о их значительной самостоятельности в управлении принадлежавшими им владениями.
Находки свидетельствуют, что Абишему I был современником фараона Аменемхета III. Таким образом, его правление датируется рубежом XIX и XVIII веков до н. э. (иногда более точно: между 1820—1795 годами до н. э.). Абишему I был основателем династии царей Библа, правившей в течение нескольких поколений. Последним известным представителем этого рода был, вероятно, царь Эглия.